# Gonzalo Demaria
Gonzalo Demaria (né le 31 mars 1970 à Buenos Aires, en Argentine) est un dramaturge, musicien et metteur en scène argentin.

## Biographie
À Paris on a joué ses pièces en collaboration avec Alfredo Arias Mambo Mistico (Théâtre National de Chaillot, 2005) et Trois Tangos (Rond-Point, 2009).
Il écrit plusieurs pièces qui ont été jouées à Buenos Aires : En la Jabonería de Vieytes, Lo que hablo el pescado, Cabo Verde, entre autres. Soit il promène ses personnages à travers l’histoire coloniale soit les dépose dans des contextes urbains remplis de tension et de mystère.
Il adapte en espagnol, pour Buenos Aires, les comédies musicales Chicago et Cabaret, entre autres.
Son essai sur la généalogie des vice-rois dans la naissante Argentine a mérité le prix de l´Academia Nacional de la Historia.
Il vient de publier son premier roman, Les Pochoeaters (2009), entre narration gothique et bande dessinée.